# Nouilhan
 Nouilhan  es una comuna y población de Francia, en la región de Mediodía-Pirineos, departamento de Altos Pirineos, en el distrito de Tarbes y cantón de Vic-en-Bigorre.
Su población en el censo de 1999 era de 175 habitantes.
Está integrada en la Communauté de communes Vic-Montaner.

## Demografía
| 184 | 187 | 163 | 154 | 182 | 175 |
| Para los censos de 1962 a 1999 la población legal corresponde a la población sin duplicidades (Fuente: INSEE [Consultar]) |     |     |     |     |     |